# Спицын, Антон Вадимович
Антон Вадимович Спицын (укр. Антон Вадимович Спіцин; 11 августа 1990, Харьковская область — 3 февраля 2025, Донецкая область) — украинский военнослужащий, младший лейтенант, участник российско-украинской войны. Герой Украины (2025, посмертно).

## Биография
Родился 11 августа 1990 года в Харьковской области. До начала полномасштабного вторжения России в Украину он управлял собственным строительным бизнесом и активно занимался благотворительной деятельностью: бесплатно преподавал английский язык детям-сиротам и за свой счёт отремонтировал детский психоневрологический санаторий.
С первых дней вторжения он вступил в ряды Вооружённых сил Украины. Спицын стал одним из сооснователей и командиром подразделения беспилотных авиационных комплексов «Гострі картузи» (в переводе с украинского — «Острые картузы»), входящего в состав 2-го отдельного отряда Центра специального назначения «Омега» Национальной гвардии Украины. Это подразделение специализировалось на применении ударных БПЛА, особенно FPV-дронов.
Антон Спицын считался одним из лучших украинских операторов FPV-дронов и уничтожил значительное количество вражеской техники и живой силы.
23 января 2025 года во время выполнения боевого задания в Волновахском районе Донецкой области получил тяжёлые ранения, от которых умер 3 февраля 2025 года. Похоронен на Аллее Славы Харьковского городского кладбища № 18.

## Награды
- Звание «Герой Украины» с удостоением ордена «Золотая Звезда» (23 мая 2025, посмертно) — за личное мужество и героизм, проявленные в защите государственного суверенитета и территориальной целостности Украины, верность военной присяге[4].
- Орден Богдана Хмельницкого II степени (17 мая 2024) — за личное мужество и высокий профессионализм, проявленные в защите государственного суверенитета и территориальной целостности Украины, верность военной присяге[5].
- Орден Богдана Хмельницкого III степени (7 сентября 2022) — за личное мужество и высокий профессионализм, проявленные в защите государственного суверенитета и территориальной целостности Украины, верность военной присяге[6].
- Медаль «Защитнику Отчизны» (3 ноября 2023) — за личное мужество и самоотверженность, проявленные в защите государственного суверенитета и территориальной целостности Украины, добросовестное и безупречное служение Украинскому народу[7].